# Toda z Pamplony
Toda Aznárez (baskicky: Tota Aznar; † 15. října 958), známá jako Toda z Pamplony, byla královnou Pamplony sňatkem se Sanchem I. z Pamplony. Od roku 931 vládla království jako regentka během nezletilosti svého syna Garcíi Sáncheze I. z Pamplony. Sama pocházela z předchozí královské dynastie Aritza.

## Rodina
Toda byla dcerou Aznara Sáncheze Larraunského, vnuka z otcovy strany krále Garcíi Íñigueze z Pamplony, a její matka Onneca Fortúnez byla dcerou krále Fortúna Garcése. Byla tedy potomkem dynastie navarrských panovníků Íñigo Arista. Byla tetou nebo sestřenicí emíra Abd ar-Rahmána III. Byla vdaná za krále Sancha I. z Pamplony, s nímž měla tyto děti:
- Urraca, leónská královna od roku 931 do roku 951 jako manželka Ramira II. Leónského
- Onneca, leónská královna v letech 926 až 931 jako manželka Alfonse IV. Leónského
- Sancha, kastilská hraběnka jako manželka Fernána Gonzáleze Kastilského
- Velasquita, provdaná nejprve za hraběte Munia Vélaze z Álavy, poté za Galinda z Ribagorzy a nakonec za Fortúna Galindeze
- Orbita
- García I., král Pamplony od roku 925 do roku 970

Todin manžel zemřel, když byl jejich syn ještě nezletilý, takže po něm na trůn nastoupil jeho bratr Jimeno Garcés, který byl ženatý s Todinou sestrou Sanchou.

## Vláda
Po smrti svého švagra krále Jimena v roce 931 se stala regentkou a poručnicí svého malého syna Garcíi Sáncheze I. z Pamplony. V roce 934 podepsala smlouvu, v níž přislíbila věrnost svému synovci Abd ar-Rahmánovi III. a propustila rukojmí klanu Banu Di n-Nun. Emír na oplátku potvrdil vládu jejího syna Garcíi (toto bylo někdy interpretováno jako snaha emíra osvobodit Garcíu z přímé kontroly jeho matky). To vedlo k povstání ve Falces pod vedením Fortúna Garcése, „vznětlivého muže, který nenáviděl muslimy“, přičemž povstání bylo potlačeno za pomocí Córdoby. Toda porušila svou část smlouvy v roce 937 a vynutila si odvetné tažení.
V letech 947 až 955 a znovu v roce 959 se objevuje v královských listinách. V roce 958 vládla vlastnímu území v oblasti „Deio“ a „Lizarrara“.
Ve stejném roce se začala zajímat o zdraví svého leónského vnuka Sancha I., za jehož sesazení z trůnu mohla z velké části jeho obezita. Toda požádala o pomoc Abd ar-Rahmána III., protože Córdobský chalífát byl proslulý svými lékaři. Emír k ní poslal svého židovského lékaře Hasdaie ibn Šaprut, který slíbil, že Sancha vyléčí pod podmínkou, že Toda navštíví město Córdoba. Proto ona, její syn García Sánchez I. z Pamplony a vnuk Sancho I. Leónský, šlechtici a duchovní dorazili do Córdoby, kde byli přijati se všemi poctami a s velkou okázalostí. Příjezd této křesťanské královny do hlavního města islámského chalífátu zvýšil prestiž Abd ar-Rahmána III. mezi jeho poddanými a je považován za mezník v dějinách středověké diplomacie. Sanchova léčba byla úspěšná a on byl „osvobozen od své nadměrné tělesnosti“.
Toda byla energická diplomatka, která svým dcerám zajišťovala politické sňatky mezi konkurenčními královskými rodinami a šlechtou křesťanské Iberie. Zemřela v roce 958.

## Vývod z předků
|                 |                           |  |              |                             |  |  |  |  |  |  |  | Íñigo Arista |
|                 |                           |  |              |                             |  |  |  |  |  |  |  |              |
|                 | García Íñiguez z Pamplony |  |              |                             |  |  |  |  |  |  |  |              |
|                 |                           |  |              |                             |  |  |  |  |  |  |  |              |
|                 |                           |  |              | Onneca Velázquez z Pamplony |  |  |  |  |  |  |  |              |
|                 |                           |  |              |                             |  |  |  |  |  |  |  |              |
|                 | Sanç Garcés               |  |              |                             |  |  |  |  |  |  |  |              |
|                 |                           |  |              |                             |  |  |  |  |  |  |  |              |
|                 |                           |  |              |                             |  |  |  |  |  |  |  |              |
|                 |                           |  |              |                             |  |  |  |  |  |  |  |              |
|                 |                           |  |              |                             |  |  |  |  |  |  |  |              |
|                 |                           |  |              |                             |  |  |  |  |  |  |  |              |
|                 |                           |  |              |                             |  |  |  |  |  |  |  |              |
|                 |                           |  |              |                             |  |  |  |  |  |  |  |              |
|                 | Aznar Sánchez de Larraún  |  |              |                             |  |  |  |  |  |  |  |              |
|                 |                           |  |              |                             |  |  |  |  |  |  |  |              |
|                 |                           |  |              |                             |  |  |  |  |  |  |  |              |
|                 |                           |  |              |                             |  |  |  |  |  |  |  |              |
|                 |                           |  |              |                             |  |  |  |  |  |  |  |              |
|                 |                           |  |              |                             |  |  |  |  |  |  |  |              |
|                 |                           |  |              |                             |  |  |  |  |  |  |  |              |
|                 |                           |  |              |                             |  |  |  |  |  |  |  |              |
|                 |                           |  |              |                             |  |  |  |  |  |  |  |              |
|                 |                           |  |              |                             |  |  |  |  |  |  |  |              |
|                 |                           |  |              |                             |  |  |  |  |  |  |  |              |
|                 |                           |  |              |                             |  |  |  |  |  |  |  |              |
|                 |                           |  |              |                             |  |  |  |  |  |  |  |              |
|                 |                           |  |              |                             |  |  |  |  |  |  |  |              |
|                 |                           |  |              |                             |  |  |  |  |  |  |  |              |
|                 |                           |  |              |                             |  |  |  |  |  |  |  |              |
| Toda z Pamplony |                           |  |              |                             |  |  |  |  |  |  |  |              |
|                 |                           |  |              |                             |  |  |  |  |  |  |  |              |
|                 |                           |  | Íñigo Arista |                             |  |  |  |  |  |  |  |              |
|                 |                           |  |              |                             |  |  |  |  |  |  |  |              |
|                 | García Íñiguez z Pamplony |  |              |                             |  |  |  |  |  |  |  |              |
|                 |                           |  |              |                             |  |  |  |  |  |  |  |              |
|                 |                           |  |              | Onneca Velázquez z Pamplony |  |  |  |  |  |  |  |              |
|                 |                           |  |              |                             |  |  |  |  |  |  |  |              |
|                 | Fortún Garcés z Pamplony  |  |              |                             |  |  |  |  |  |  |  |              |
|                 |                           |  |              |                             |  |  |  |  |  |  |  |              |
|                 |                           |  |              |                             |  |  |  |  |  |  |  |              |
|                 |                           |  |              |                             |  |  |  |  |  |  |  |              |
|                 | Urraca z Pamplony         |  |              |                             |  |  |  |  |  |  |  |              |
|                 |                           |  |              |                             |  |  |  |  |  |  |  |              |
|                 |                           |  |              |                             |  |  |  |  |  |  |  |              |
|                 |                           |  |              |                             |  |  |  |  |  |  |  |              |
|                 | Onneca Fortúnez           |  |              |                             |  |  |  |  |  |  |  |              |
|                 |                           |  |              |                             |  |  |  |  |  |  |  |              |
|                 |                           |  |              | Músa ibn Músa ibn Qasi      |  |  |  |  |  |  |  |              |
|                 |                           |  |              |                             |  |  |  |  |  |  |  |              |
|                 | Lubb II. ibn Músa         |  |              |                             |  |  |  |  |  |  |  |              |
|                 |                           |  |              |                             |  |  |  |  |  |  |  |              |
|                 |                           |  |              | Assona Íñiguez z Pamplony   |  |  |  |  |  |  |  |              |
|                 |                           |  |              |                             |  |  |  |  |  |  |  |              |
|                 | Auria                     |  |              |                             |  |  |  |  |  |  |  |              |
|                 |                           |  |              |                             |  |  |  |  |  |  |  |              |
|                 |                           |  |              |                             |  |  |  |  |  |  |  |              |
|                 |                           |  |              |                             |  |  |  |  |  |  |  |              |
|                 |                           |  |              |                             |  |  |  |  |  |  |  |              |
|                 |                           |  |              |                             |  |  |  |  |  |  |  |              |
|                 |                           |  |              |                             |  |  |  |  |  |  |  |              |
|                 |                           |  |              |                             |  |  |  |  |  |  |  |              |